# Laser (plant)
Laser is een geslacht uit de schermbloemenfamilie (Apiaceae). De soorten komen voor van Europa tot in Noord-Iran.

## Soorten
- Laser affine (Ledeb.) Wojew. & Spalik
- Laser archangelica (Wulfen) Spalik & Wojew.
- Laser carduchorum (Hedge & Lamond) Wojew. & Spalik
- Laser involucratum (Pall. ex Schult.) Spalik & Wojew.
- Laser panjutinii (Manden. & Schischk.) Banasiak, Wojew. & Spalik
- Laser stevenii (Fisch. & Trautv.) Wojew. & Spalik
- Laser trilobum (L.) Borkh.

... · 
Aciphylla · 
Actinotus · 
Aegopodium · 
Aethusa · 
Ammi (Akkerscherm) · 
Anethum · 
Angelica (Engelwortel) · 
Anisotome · 
Anthriscus (Kervel) · 
Apium (Moerasscherm) · 
Artedia · 
Astrantia (Sterrenscherm) · 
Athamanta · 
Azorella · 
Berula · 
Bifora · 
Bunium · 
Bupleurum (Goudscherm) · 
Carum (Karwij) · 
Caucalis · 
Chaerophyllum (Ribzaad) · 
Cicuta · 
Conium · 
Conopodium · 
Coriandrum · 
Crithmum · 
Cuminum · 
Daucus · 
Eryngium (Kruisdistel) · 
Falcaria · 
Ferula · 
Foeniculum · 
Heracleum (Berenklauw) · 
Levisticum · 
Myrrhis · 
Oenanthe (Torkruid) · 
Orlaya · 
Pastinaca (Pastinaak) · 
Petroselinum (Peterselie) · 
Peucedanum (Varkenskervel) · 
Pimpinella (Bevernel) · 
Pycnocycla ·
Sanicula · 
Scandix · 
Selinum · 
Silaum · 
Sium · 
Smyrnium (Zwarte kervel) · 
Steganotaenia · 
Thapsia · 
Thaspium · 
Thecocarpus · 
Tiedemannia · 
Tilingia · 
Torilis (Doornzaad) · 
Xanthosia · 
...